# Beslan Bartsits
Beslan K. Bartsits (en ruso: Барциц, Беслан Константинович; n. Gagra, Abjasia, 22 de julio de 1978) es un político y jurídico abjasio.

## Biografía
Nacido en la ciudad abjasia de Gagra el día 22 de julio de 1978, durante la época de la República Autónoma Socialista Soviética de Abjasia.
En el año 2000 se graduó en Jurisprudencia por la Universidad Estatal de Abjasia y desde el 2001 al 2004 estuvo en Rusia estudiando un postgrado por la Universidad Federal del Sur de Rostov.
Luego entre 2007 y 2009 trabajó como asistente personal del actual presidente Raul Jadyimba, que por entonces ejercía el cargo de Vicepresidente de Abjasia.
Inició su carrera política cuando en las Elecciones Locales de febrero de 2011 fue elegido miembro de la Asamblea del Distrito de Gagra, por la circunscripción número 5 y se convirtió en segundo jefe de distrito.
Luego en las Elecciones Parlamentarias de marzo de 2012, logró un escaño de diputado por su circunscripción natal "11".
En el Parlamento Nacional, sirvió como Vicepresidente del Comité de Política Legal, State Building y Derechos Humanos.
Durante la Crisis política en Abjasia de 2014 fue nombrado el 22 de octubre de ese año, como Jefe del Distrito de Gagra.
Posteriormente el 16 de mayo de 2016, el actual presidente Raul Jadyimba le eligió para ser Jefe de la Administración del gabinete presidencial.
Fue desde el 5 de agosto de 2016 hasta el 25 de abril de 2018 el 13° Primer ministro de Abjasia. En este cargo sucede al político Artur Mikvabia, quien había renunciado diez días antes.